# Communauté de communes du canton de Coligny
La communauté de communes du canton de Coligny est une ancienne communauté de communes située dans l'Ain et regroupant neuf communes. Les communes du territoire appartiennent depuis le 1er janvier 2017 à la communauté d'agglomération du Bassin de Bourg-en-Bresse.

## Historique
- 21 décembre 1994 : Création
- 5 décembre 1996 : Modification du nombre de délégués suppléants : Beaupont, Bény, Domsure, Pirajoux, Salavre, Verjon, Villemotier avec 2 suppléants, Coligny avec 3 suppléants, Marboz avec 5 suppléants
- 5 décembre 1996 : Rajout collecte des ordures ménagères, à l'exclusion des déchets verts et encombrants, à compter du 1er janvier 1997
- 26 février 1998 : Rajout initiation musicale en milieu scolaire (à partir de l'année 98-99)
- 21 septembre 1998 : Rajout à collecte des ordures ménagères,à l'exclusion des déchets verts et encombrants et étude pour la gestion des déchets
- 30 juin 1999 : Transfert d'une compétence des communes à la communauté de communes : collecte et traitement des ordures ménagères, à l'exclusion des déchets verts et encombrants à partir du 1er juillet 1999
- 1er août 2000 : Rajout de collecte et traitement des ordures ménagères, des encombrants et des déchets verts
- 18 avril 2002 : Élaboration, approbation, suivi et révision du schéma de cohérence territoriale et schéma de secteur
- 24 octobre 2005 : Compétences action sociale d'intérêt communautaire
- 18 décembre 2006 : Modification des compétences
- 1er janvier 2017 : Fusion avec la Communauté d'agglomération de Bourg-en-Bresse et cinq autres communautés de communes pour donner naissance à la communauté d'agglomération du Bassin de Bourg-en-Bresse[1]

## Composition
Elle est composée des communes suivantes :
| Nom            | Code Insee | Gentilé      | Superficie (km2) | Population (dernière pop. légale) | Densité (hab./km2) |
| -------------- | ---------- | ------------ | ---------------- | --------------------------------- | ------------------ |
| Marboz (siège) | 01232      | Marboziens   | 40,14            | 2 205 (2014)                      | 55                 |
| Beaupont       | 01029      | Beaupontois  | 14,07            | 678 (2014)                        | 48                 |
| Bény           | 01038      | Bénéens      | 18,25            | 731 (2014)                        | 40                 |
| Coligny        | 01108      | Colignois    | 16,87            | 1 198 (2014)                      | 71                 |
| Domsure        | 01147      | Domsurois    | 15,20            | 476 (2014)                        | 31                 |
| Pirajoux       | 01296      | Pirajelliens | 12,99            | 396 (2014)                        | 30                 |
| Salavre        | 01391      |              | 7,77             | 293 (2014)                        | 38                 |
| Verjon         | 01432      | Verjonnais   | 5,11             | 261 (2014)                        | 51                 |
| Villemotier    | 01445      | Villemontois | 13,86            | 664 (2014)                        | 48                 |

## Compétences
1) Compétences obligatoires :
1.1       Aménagement de l’espace :
- Schéma de COhérence Territoriale : SCOT Bourg Bresse Revermont
- Création de réserves foncières pour de nouvelles zones d’activité communautaires
- Participation à des programmes d’actions pluriannuels : contrats avec la Région, l’Europe... via CAP 3B (syndicat mixte de développement du Bassin de Bourg en Bresse)

1.  2        Développement économique :
- Aides pour favoriser l’accueil et l’environnement des entreprises

- Zones d’activités intercommunales de plus de 3 hectares : ZA le Biolay à BEAUPONT
- Signalétique

2) Compétences optionnelles :  
2. 1        Protection et mise en valeur de l’environnement
- Gestion, tri et prévention des déchets ménagers : collecte des ordures ménagères résiduelles, collecte sélective et déchetterie intercommunale à PIRAJOUX
- Sentiers de randonnée : élaboration d’un schéma communautaire, signalisation et promotion (150 km de chemins balisés pour découvrir Bresse et Revermont)
- Assainissement Non Collectif (ANC) : contrôle, suivi, entretien (2 campagnes de vidange par an, printemps et automne) et réhabilitation des installations

2. 2      Politique du logement et du cadre de vie :
- Opération Programmée d’Amélioration de l’Habitat

2.3     Aménagement et entretien de la voirie revêtue : 260 km de routes communautaires
2.4     Action sociale d’intérêt communautaire
- Relais Assistantes Maternelles : caRAMel
- Coordination de la politique Petite enfance
- Centre Local d’Information et de Coordination gérontologique : CLIC du Pays de Bresse
- Création, gestion et entretien des structures d’accueil du jeune enfant :   multi accueil Caram’bole à BENY & micro crèche Car’hibou à DOMSURE

3) Compétences facultatives :  
3.1     Initiation musicale en milieu scolaire
3.2     Soutien à l’École de Musique du Canton de Coligny

## Pour approfondir